# NGC 1520
NGC 1520 ist ein offener Sternhaufen oder eine Gruppe von Sternen in der Nähe von HD 25864 im Sternbild Mensa am Südsternhimmel.
Entdeckt wurde das Objekt am 8. November 1836 von John Herschel.